# Elvira Dyangani Ose
Elvira Dyangani Ose (Còrdova, 1974) és una conservadora d'art, directora del Museu d'Art Contemporani de Barcelona (MACBA) des de juliol de 2021.

## Biografia
Nascuda a Còrdova (Espanya) el 1974, filla d'una família ndowé provinent de Guinea Equatorial, és llicenciada en Història de l’Art per la Universitat Autònoma de Barcelona, i va complementar els seus estudis amb un diploma d’Estudis Avançats en Arquitectura, Història i Teoria de l’Arquitectura a la Universitat Politècnica de Catalunya. Candidata doctoral al Departament d’Història de l’Art i Estudis Visuals de la Universitat Cornell (Nova York). També té un Màster en Arts, Beca Sage.
Entre 2004 i 2006 va ser conservadora d’Art Contemporani del Centro Atlántico de Arte Moderno (CAAM) a Las Palmas de Gran Canaria. Posteriorment, el 2006 va coordinar l'exposició Olvida Quien Soy/ Erase Me From Who I Am, amb obres de Nicholas Hlobo, Zanele Muholi i Moshekwa Langa, entre d'altres. El projecte se centrava en els problemes de la representativitat. També ha coordinat exposicions d'Alfredo Jaar, Lara Almárcegui, i Ábalos & Herreros. De 2006 a 2008 va ser conservadora d’Art Contemporani del Centro Andaluz de Arte Contemporáneo a Sevilla. Durant el mateix període, va coordinar el projecte interdisciplinar Attempt to Exhaust an African Place. Entre les seves exposicions i projectes posteriors es troben Arte Invisible o Carrie Mae Weems: Social Studies (2010), i també va ser conservadora convidada a la triennial SUD-Salon Urbain de Douala, al Camerun.
El 2011 va començar a treballar a la Tate Modern de Londres com a conservadora d’Art Internacional, col·laborant estretament amb el departament d'adquisicions per desenvolupar una política del museu amb relació a la diàspora africana. Un lloc de treball que va comptar amb el suport del Guaranty Trust Bank de Nigèria.
Entre 2012 i 2014 va ser responsable del projecte Across the Board, una proposta interdisciplinària entre Londres, Accra, Douala i Lagos, i va participar en la coordinació de l'exposició de 2013 Ibrahim al-Salahi: A Visionary Modernist. El 2013 fou la directora artística dels Rencontres Picha. Guaranty Trust Bank of Nigeria de la Biennal de Lubumbashi, a la República Democràtica del Congo. El 2015 va comissariar la Biennal Internacional d’Art Contemporani de Göteborg (GIBCA 2015) amb el projecte A Story Within A Story.
Entre 2018 i 2021 va ser directora i conservadora en cap de la galeria The Showroom a Londres, a més de professora de Cultures Visuals al Goldsmiths, Universitat de Londres, des del 2014, i membre del Consell del Thought Council de la Fundació Prada.
El juliol de 2021 va ser nomenada directora del Museu d'Art Contemporani de Barcelona, en substitució de Ferran Barenblit.

## Recerca
Durant tota la seva trajectòria professional la recerca ha estat una part essencial del seu treball curatorial (i viceversa). Està interessada en la relació entre arts globals, els estudis postcolonials i museístics i el pensament curatorial, especialment en el seu impacte en l’art africà modern i contemporani. Es preveu que presenti la seva tesi doctoral durant 2021, titulada La poètica de l’infraordinari. L'estètica del reconeixement a l’Àfrica urbana contemporània, per a la qual ha investigat sobre el paper dels col·lectius d’artistes africans en la constitució d’una esfera pública i la definició de l'espai públic a l’Àfrica.